# میلواکی (کارولینای شمالی)
میلواکی (به انگلیسی: Milwaukee) یک منطقهٔ مسکونی در ایالات متحده آمریکا است که در شهرستان نورث‌همپتون، کارولینای شمالی واقع شده‌است. میلواکی ۱۵۷ نفر جمعیت دارد و ۲۷٫۱۳ متر بالاتر از سطح دریا واقع شده‌است.